# Strongylacidon zanzibarense
Strongylacidon zanzibarense är en svampdjursart som beskrevs av Lendenfeld 1897. Strongylacidon zanzibarense ingår i släktet Strongylacidon och familjen Chondropsidae. Inga underarter finns listade i Catalogue of Life.